# Palazzo Carminali Bottigella

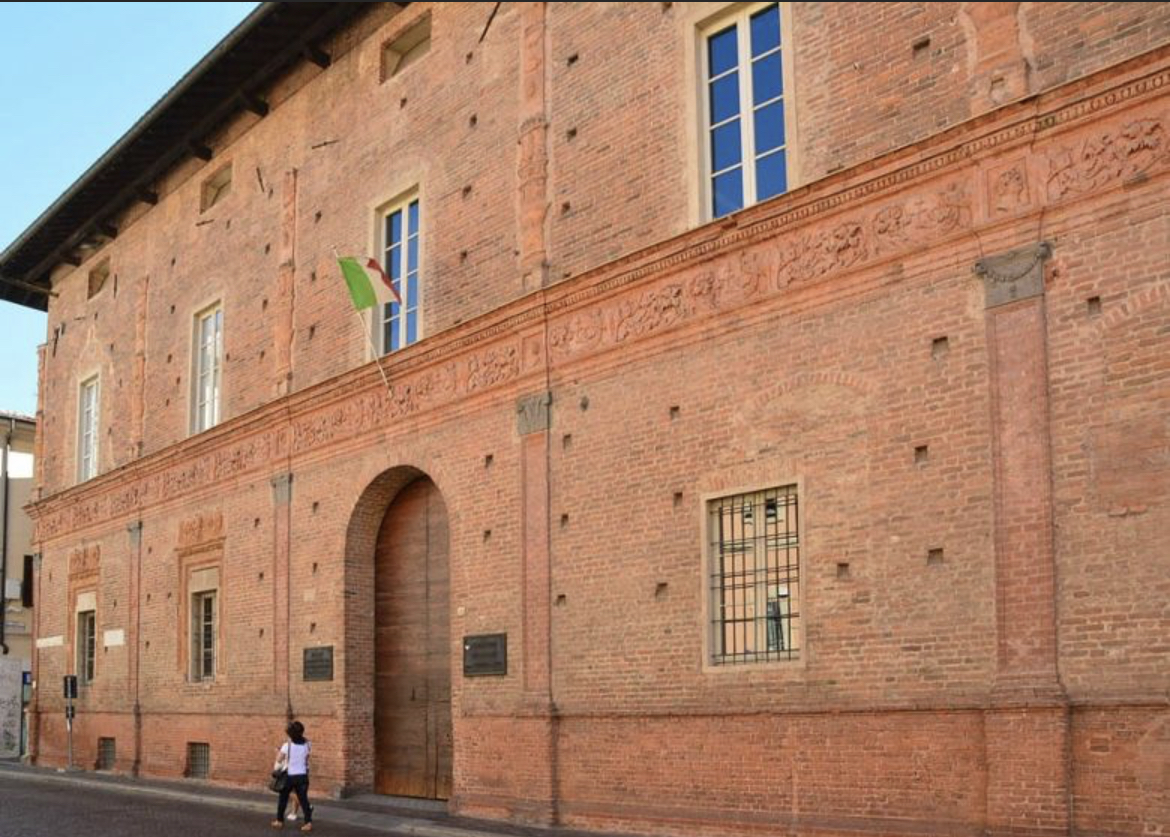
Die Fassade

Der Palazzo Carminali Bottigella ist ein Adelspalast, der von der alten Familie Beccaria aus Pavia erbaut wurde. Die ursprüngliche Struktur aus der Zeit der Sforza wurde zwischen 1490 und 1499 errichtet. Die Fassade, die die originalen Terrakottaverzierungen bewahrt, ist eines der bedeutendsten Beispiele für den zivilen Renaissancebau in Pavia.

## Geschichte
Die ersten Eigentümer des Palastes waren die Adligen Beccaria, die mindestens seit 1348 über einen beträchtlichen Immobilienbesitz im Viertel Porta Marenga verfügten. Im Jahr 1695 wurde das Gebäude von Giovanni und Flavio Carminali erworben, einer Familie von adligen Kaufleuten bergamaskischer Herkunft, die seit der zweiten Hälfte des 16. Jahrhunderts in der Stadt ansässig war. Die Carminali verlegten ihren Wohnsitz von ihrem früheren Haus an der Piazza della Vittoria, in der Nähe der Kirche Santa Maria Gualtieri, in diesen Palast. Die neuen Eigentümer leiteten bedeutende Erweiterungsarbeiten des Anwesens ein. Die große barocke zweiläufige Treppe, die an der Ostseite des Palastes liegt, trägt nämlich die Jahreszahl 1696, die auf dem mittleren Pfeiler des mit 18 Wappen von Regionen Kroatiens, Bosniens, Ungarns und anderer Länder des Balkans geschmückten Geländers eingraviert ist. Im Jahr 1763 ging der Palast durch das Testament von Pier Francesco Carminati an die Vettern Ottavio und Francesco Malaspina Giorgi, Markgrafen von Sannazzaro, über und wurde 1784 an Monsignore Antonio Picchiotti, den Vikar des Bischofs, verkauft, der ihn wiederum seinem Neffen Baldassarre Bottigella hinterließ. Im Jahr 1886 wurde der Palast von der Familie Vico geerbt und wurde später Sitz des Casa del Fascio, bevor er an den Verband der Händler der Provinz Pavia überging (ASCOM).

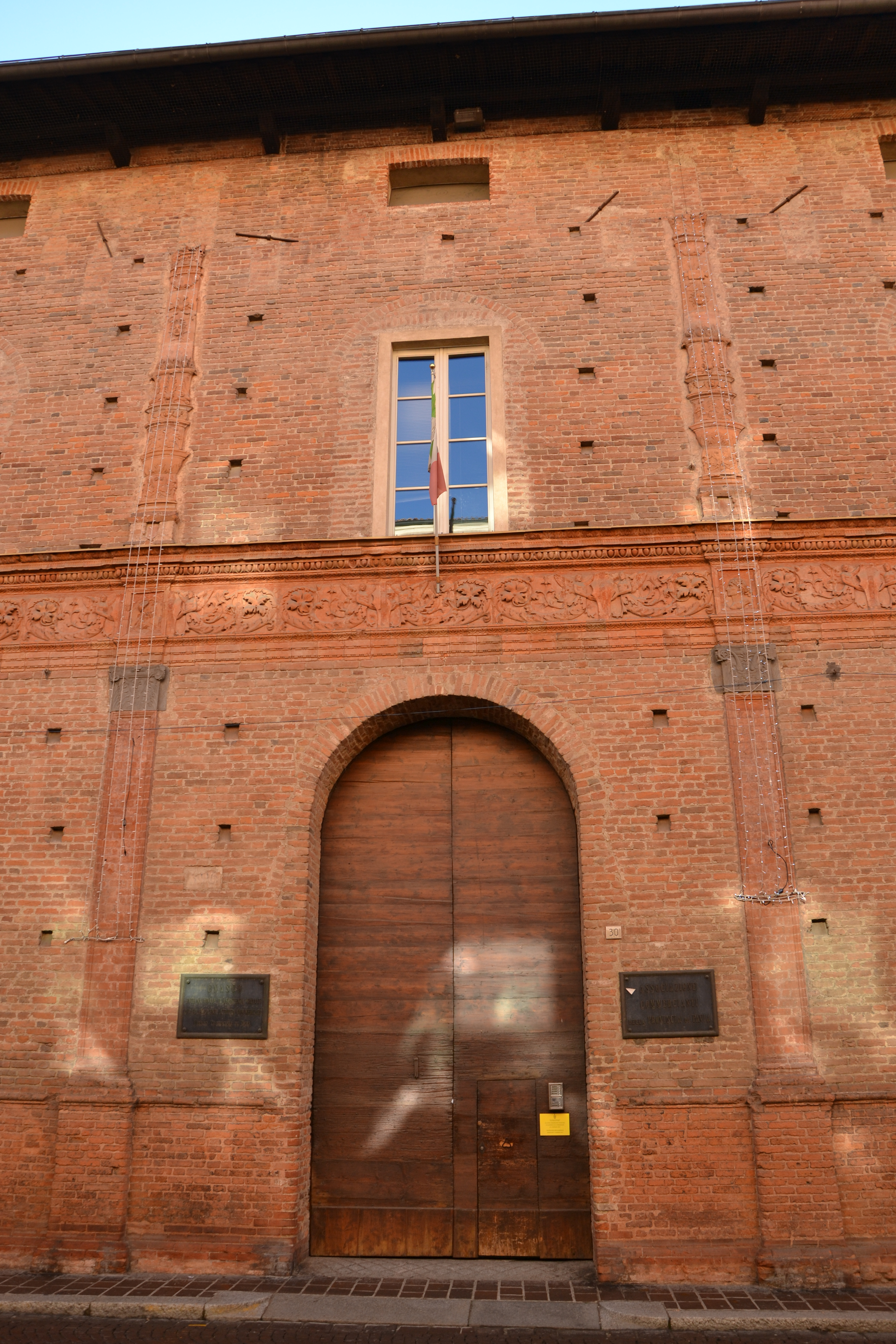
Das Portal des Palastes.
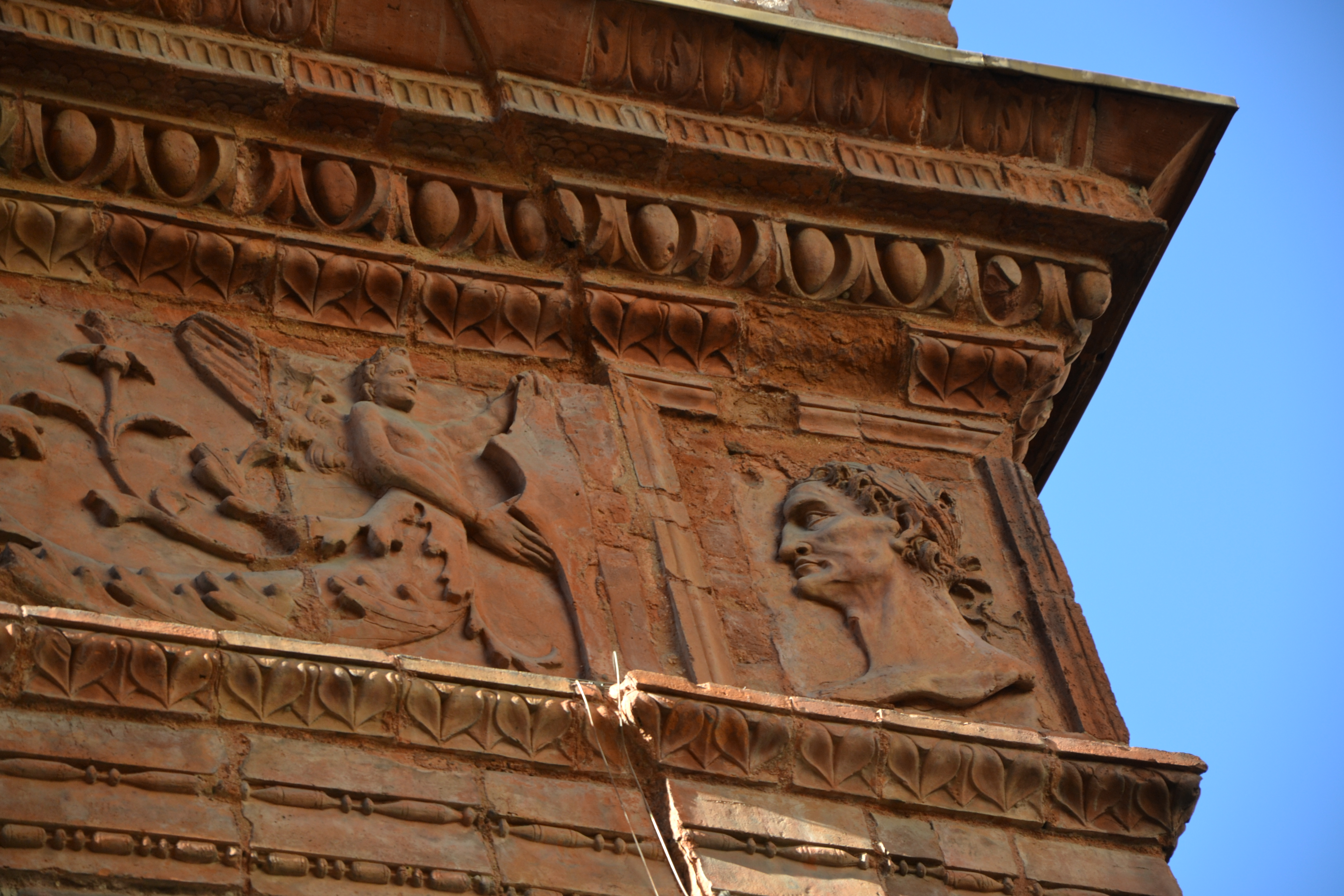
Fassadendekorationen: Detail.
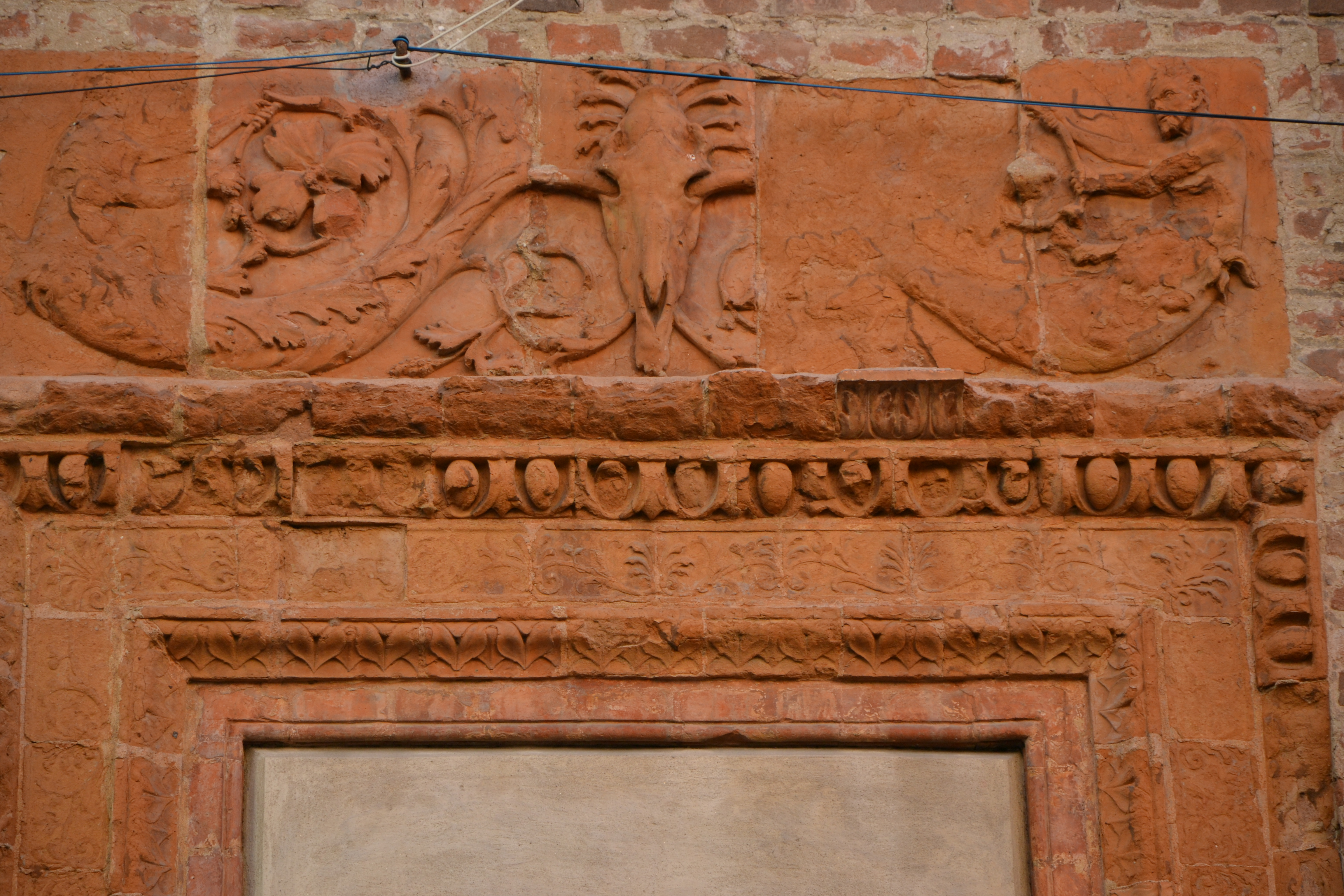
Die Dekoration der Fenster.
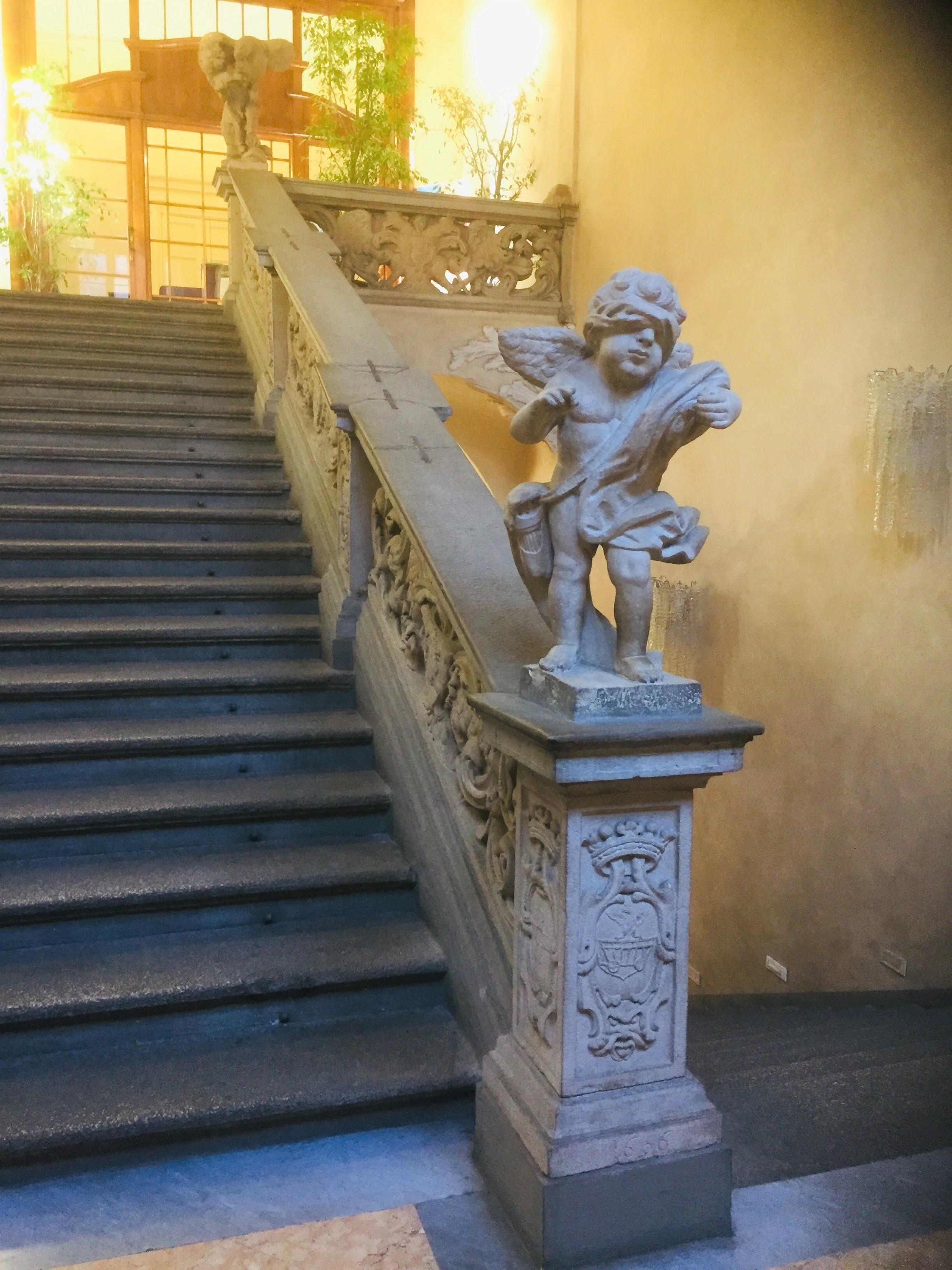
Die Treppe, 1696.

## Bauwerk
Was den Bau betrifft, so wurden Zuschreibungen an Donato Bramante und Giovanni Antonio Amadeo vermutet. Einige zwischen 1491 und 1496 ausgestellte Notariatsurkunden belegen, dass Andrea Beccaria und seine Brüder in diesen Jahren einige Mailänder Steinmetze, Alessandro Bossi und Domenico Solari, bezahlten, die damals mit dem Wiederaufbau der domus magna der Familie beschäftigt waren. Es ist daher wahrscheinlich, dass der heutige Palast ein früheres herrschaftliches Wohnhaus der Familie ersetzte – von diesem ist noch der Turm erhalten, der an der Westseite der Fassade lehnt, heute jedoch gestutzt und auf die gleiche Höhe wie das Gebäude gebracht wurde. Die Arbeiten zur Errichtung des Gebäudes wurden jedoch vom herzoglichen Ingenieur Martino Fugazza geleitet.
Die dem Corso Cavour zugewandte Fassade ist vollständig aus Ziegelstein und blieb unvollendet. Dennoch ist das Vorhandene ausreichend aussagekräftig in Bezug auf die Absichten des Architekten. Die Oberfläche, die sich über zwei Stockwerke oberhalb des Erdgeschosses und ein weiteres unter dem Dachvorsprung erstreckt, blieb vollständig unverputzt und ist durch ein großes Gesims aus Terrakotta unterteilt, das mit pflanzlichen Motiven, eingestreuten Wappen und Profilen von Figuren im typisch Renaissance-Stil dekoriert ist. Dieses Gesims wird optisch von Pilastern aus Terrakotta mit Marmorkapitellen im Erdgeschoss gestützt. Darüber befinden sich ebenso aus Terrakotta gefertigte Kandelaber-Säulen.
Jedes der auf diese Weise entstandenen Felder (die ursprünglich wohl verputzt werden sollten) war dazu bestimmt, ein Fenster zu beherbergen, das von einem Rahmen umgeben und mit einer Dekoration aus Faunen und Bukranien (Rinderschädeln), ebenfalls aus Terrakotta, überragt wird. Allerdings wurden nur die beiden am linken Ende des Erdgeschosses vollendet. Im ersten Obergeschoss deuten sowohl die Größe als auch die Form der ursprünglichen, heute noch erkennbaren Rundbogenöffnungen auf die Absicht hin, dort zweigeteilte Fenster (Biforien) einzusetzen.
Dieser Fassadenteil erinnert zum Teil an andere Paläste in der Poebene, jedoch nicht in Pavia selbst: vor allem an den Palazzo Mozzanica in Lodi und den Palazzo Landi in Piacenza, die beide ein ähnliches horizontales Band zur Trennung der unteren von der oberen Zone aufweisen, jedoch weder Pilaster noch Kandelaber-Säulen besitzen.
Die Innenräume wurden zwischen dem 17. und 18. Jahrhundert umfassend umgestaltet und bewahren barocke Stuckverzierungen und Fresken. In der Mitte der großen Treppe sind zudem die Grabplatten aus dem 15. Jahrhundert von Mitgliedern der Familie Bottigella erhalten, die ursprünglich aus der Kirche San Tommaso stammen.